# Дивизије НОВЈ
Дивизије су биле тактичко-оперативне јединице Народноослободилачке војске Југославије, способне за самостална дејства или у саставу оперативних група, корпуса и армија.
Почеле су се формирати према наредби Врховног штаба НОВ и ПОЈ од 1. новембра 1942, када су формиране Прва и Друга пролетерска и Трећа ударна дивизија. Тада је развој Народноослободилачке борбе достигао такав степен да је постало не могуће на дотадашњи начин руководити бригадама, батаљонима и партизанским одредима. Формирањем дивизија и корпуса омогућено је започињање битке за стратегијску прекретницу на југословенском ратишту.
Дивизије су формиране као лако покретне, маневарске јединице погодне за извођење борбених дејстава у свим крајевима Југославије; за то су биле организацијски оспособљене, политички и морално припремљене. Могле су дејствовати на широкој територији различитих географских карактеристика у дужем временском периоду, што је одговарало потребама југословенског ратишта. Дивизије су биле стваране на територијалној основи (осим Прве и Друге пролетерске и Треће ударне дивизије, које су настале од пролетерских и ударних бригада из различитих крајева Југославије) и називане су према територији земље или покрајине на којој су формиране, нпр — српска, словеначка, црногорска, хрватска, македонска, или далматинска, личка, војвођанска, банијска и др. Иако су дивизије биле попуњаване углавном људством са територије на којој су ратовале национални састав је био мешовит.
По формацији и јачини дивизије су биле различите, прилагођене начину ратовања и појединим етапама Народноослободилачке борбе. Њихова јачина и формација зависиле су од броја бораца и количине оружја отетог од непријатеља. Начелно су у саставу имале три бригаде, а после и четири, а њихове самосталне јединице подршке и заштите развијале су се према техничким и материјалним могућностима и расположивим кадровима. Основну ударну снагу дивизија чиниле су бригаде. Бројно стање првих дивизија кретало се од 2.500 до 4.000 бораца и старешина. Све до краја 1943. године њихово бројно стање било је до 5.000 људи, јер услови ратовања нису дозвољавали употребу гломазних јединица. Касније су дивизије имале и више од 10.000 људи.
У почетку је основно наоружање било пешадијско, са највећим бројем пушака и митраљеза. Највише се оскудевало у артиљерији, а више је било минобацача, стога су могле изводити борбена дејства на брдском и планинском земљишту. Највећи проблем је био у противтенковској и противавионској одбрани, у позадинском обезбеђењу и санитетском збрињавању. Неке дивизије су добијале стално или привремено под своју команду један или више партизанских одреда.
Дивизије су се углавном налазиле у саставу корпуса и армија, неке су биле потчињене главним штабовима, а у појединим ратним периодима неколико дивизија било је, као оперативна група, било под непосредном командом Врховног штаба. Штабови првих дивизија били су мањег састава, прилагођени начину вођења партизанског рата и кадровским могућностима. Штаб се састојао из командног и штапског дела. Командни део сачињавали су командант, политички комесар и начелник штаба, а од јануара 1945. и заменик политичког комесара. Партијском организацијом у дивизији руководили су дивизијски партијски бирои, а касније комитети, непосредно везани за Централни комитет КПЈ или национална партијска руководства. Извесно време при штабовима дивизија налазили су се Политодели (Политичка одељења), као инструкторски органи ЦК КПЈ.
За нарочито истицање и заслуге у Народноослободилачкој борби поједине дивизије добијале су назив пролетерска, а неке су поред тога постајале и ударне, или су биле само ударне. Укупно је у Народноослободилачкој војсци Југославије било формирано 68 дивизија, од чега — 53 дивизије копнене војске, две ваздухопловне, осам дивизија КНОЈ-а и четири дивизије од припадника италијанске војске који су након капитулације Италије прешли на страну НОВЈ. Дивизије Корпуса народне одбране Југославије (КНОЈ) су се у организацији, формацији и намени разликовале од осталих дивизија — њихов основни задатак био је борба против остатака непријатељских формација након ослобођења појединих крајева земље. Поморски сектори Морнарице НОВЈ имали су сличан ранг као дивизије у копненој војсци и ваздухопловству.
При крају рата, 14. марта 1945. уведена је нова организација и формација дивизије (мањег бројног стања, са 6.300 људи и са појачаним снагама подршке и заштите), названа стрељачка (пешадијска). Највећи број дивизија прешао је на нову формацију тек после рата.